# Каллісбург (Техас)
Каллісбург (англ. Callisburg) — місто (англ. city) в США, в окрузі Кук штату Техас. Населення — 321 особа (2020).

## Географія
Каллісбург розташований за координатами 33°41′55″ пн. ш. 97°0′57″ зх. д. / 33.69861° пн. ш. 97.01583° зх. д. (33.698711, -97.015918).  За даними Бюро перепису населення США в 2010 році місто мало площу 5,30 км², уся площа — суходіл.

## Демографія
Згідно з переписом 2010 року, у місті мешкали 353 особи в 128 домогосподарствах у складі 97 родин. Густота населення становила 67 осіб/км².  Було 141 помешкання (27/км²).
Расовий склад населення:
| - 98,3 % — білих - 0,3 % — корінних американців - 1,1 % — осіб інших рас |

До двох чи більше рас належало 0,3 %. Частка іспаномовних становила 4,5 % від усіх жителів.
За віковим діапазоном населення розподілялося таким чином: 27,5 % — особи молодші 18 років, 60,9 % — особи у віці 18—64 років, 11,6 % — особи у віці 65 років та старші. Медіана віку мешканця становила 38,5 року. На 100 осіб жіночої статі у місті припадало 92,9 чоловіків;  на 100 жінок у віці від 18 років та старших — 93,9 чоловіків також старших 18 років.
Середній дохід на одне домашнє господарство  становив 74 942 долари США (медіана — 49 792), а середній дохід на одну сім'ю — 91 094 долари (медіана — 75 938). За межею бідності перебувало 7,1 % осіб, у тому числі 9,6 % дітей у віці до 18 років та 1,7 % осіб у віці 65 років та старших.
Цивільне працевлаштоване населення становило 182 особи. Основні галузі зайнятості: роздрібна торгівля — 21,4 %, освіта, охорона здоров'я та соціальна допомога — 19,2 %, будівництво — 12,1 %, виробництво — 10,4 %.